# By
By és un poble del municipi d'Åfjord al comtat de Trøndelag, Noruega. Es troba al llarg del riu Stordalselva, just a l'est del llac Stordalsvatnet, que es troba a uns 10 quilòmetres (6.2 mi) a l'est del centre municipal d' Å i Åfjord.